# Trinity Cross
La Trinity Cross è stata la massima decorazione di Trinidad e Tobago, fino alla creazione dell'Ordine della Repubblica di Trinidad e Tobago.

## Storia
L'onorificenza è stata istituita nel 1969 per premiare un servizio distinto ed eccezionale a Trinidad e Tobago, per galanteria di fronte al nemico o per comportamento galante. Essa dava diritto al post nominale T.C.
L'onorificenza è stata abolita nel 2008 in seguito ad alcune controversie sul suo nome, criticato come discriminatorio nei confronti dei non cristiani (in quanto utilizza il simbolo cristiano della croce).
Già nel 1972 il Primo Ministro Eric Williams convinse a fatica il musulmano Ali Wahid, allora presidente del Senato, riluttante a indossare la Trinity Cross, ad accettare l'onorificenza solo dopo avergli promesso di modificare il nome del premio per il futuro. Nel 1973, tuttavia, l'arcivescovo cattolico Anthony Pantin si dichiarò contrario alla modifica del premio.
Nel 1995 il Dharmacharya (capo spirituale degli indù appartenenti alla Dharma Sanatan Maha Sabha, l'unica organizzazione indù nei Caraibi), Pundit Krishna Maharaj, rifiutò di accettare la Trinity Cross per il suo lavoro sociale dal Primo Ministro Patrick Manning, per il fatto che non rappresentava un vero premio nazionale in grado di coinvolgere tutte le confessioni religiose di Trinidad e Tobago.
In seguito il Primo Ministro Patrick Manning disse in Parlamento (2 giugno 2006) che la Trinity Cross "passerà alla storia e le onorificenze di quest'anno saranno condotte sulla base di nuove disposizioni più accettabili." Manning aggiunse che il suo gabinetto aveva istituito un comitato, guidato dal professore di storia Bridget Brereton, incaricato di rivedere tutti gli aspetti del più alto riconoscimento della nazione e anche di esaminare "altri simboli nazionali e ricorrenze che possono essere considerate discriminatorie". Ciò portò alla creazione di un nuovo premio, l'Ordine della Repubblica di Trinidad e Tobago, che venne presentato per la prima volta nel 2008.

## Insegne
Il "nastro" dell'onorificenza era rosso con bordi gialli e con al centro una striscia nera con bordi bianchi.